# ألان دان
ألان دان (بالإنجليزية: Alan Dunn)‏ هو لاعب كرة قاعدة أمريكي، ولد في 19 نوفمبر 1961.

## وصلات خارجية
- ألان دان على موقعبيزبول رفرنس.كوم (الدوري الثانوي) (الإنجليزية)
- ألان دان على موقع إي إس بي إن.كوم (أم.أل.بي) (الإنجليزية)